# Middelharnis

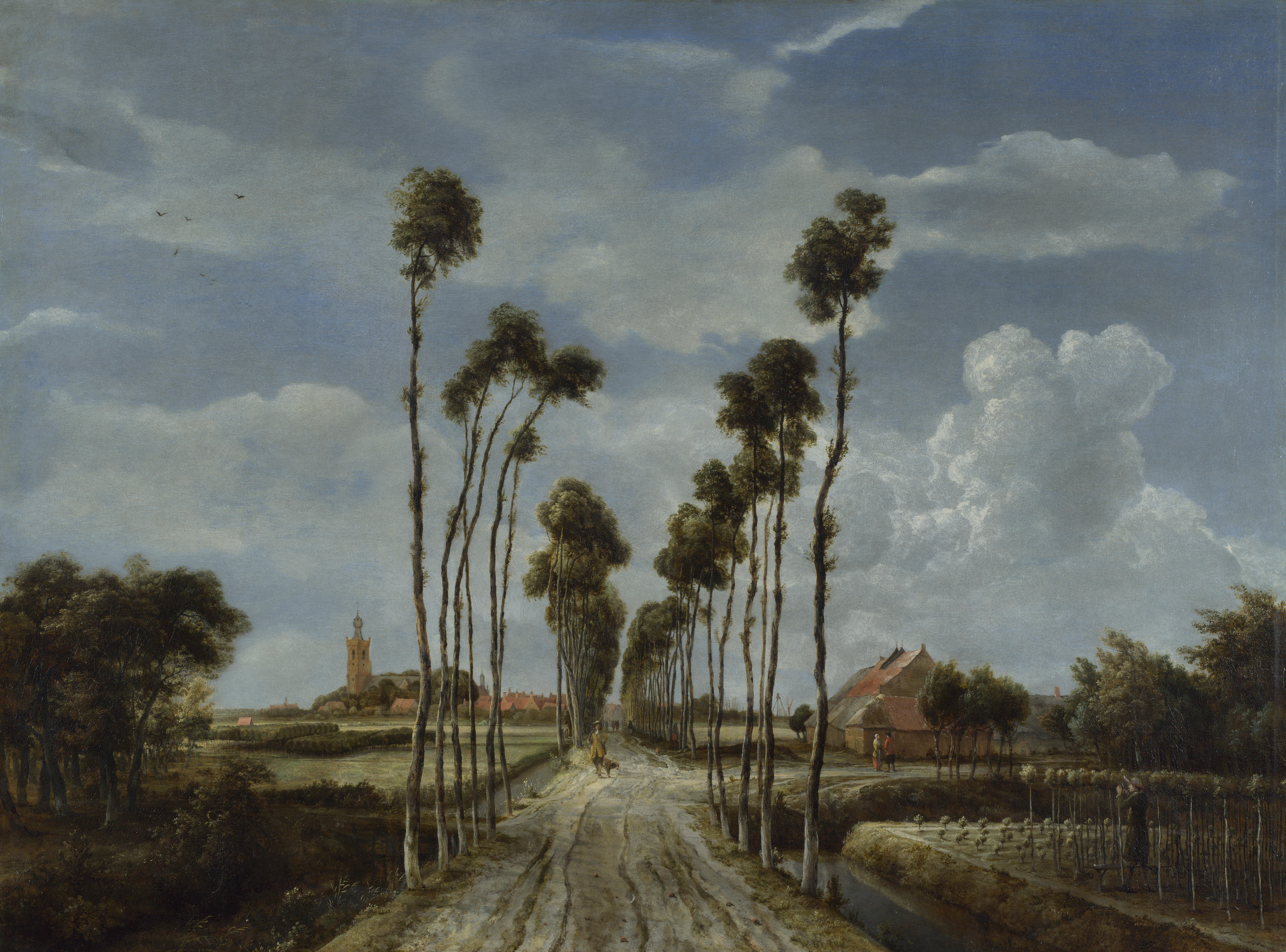
Het laantje van Middelharnis (1689)

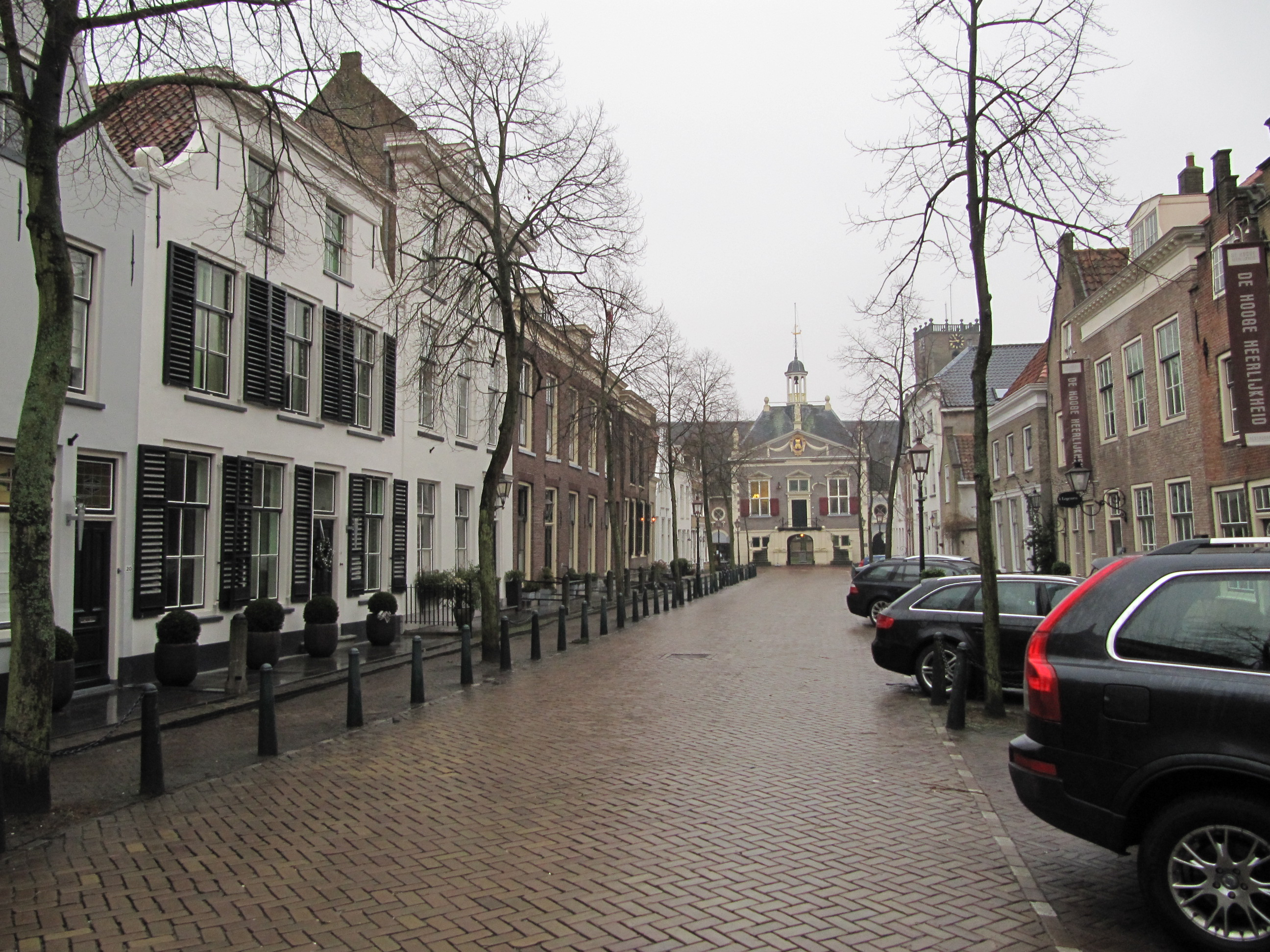
Voorstraat

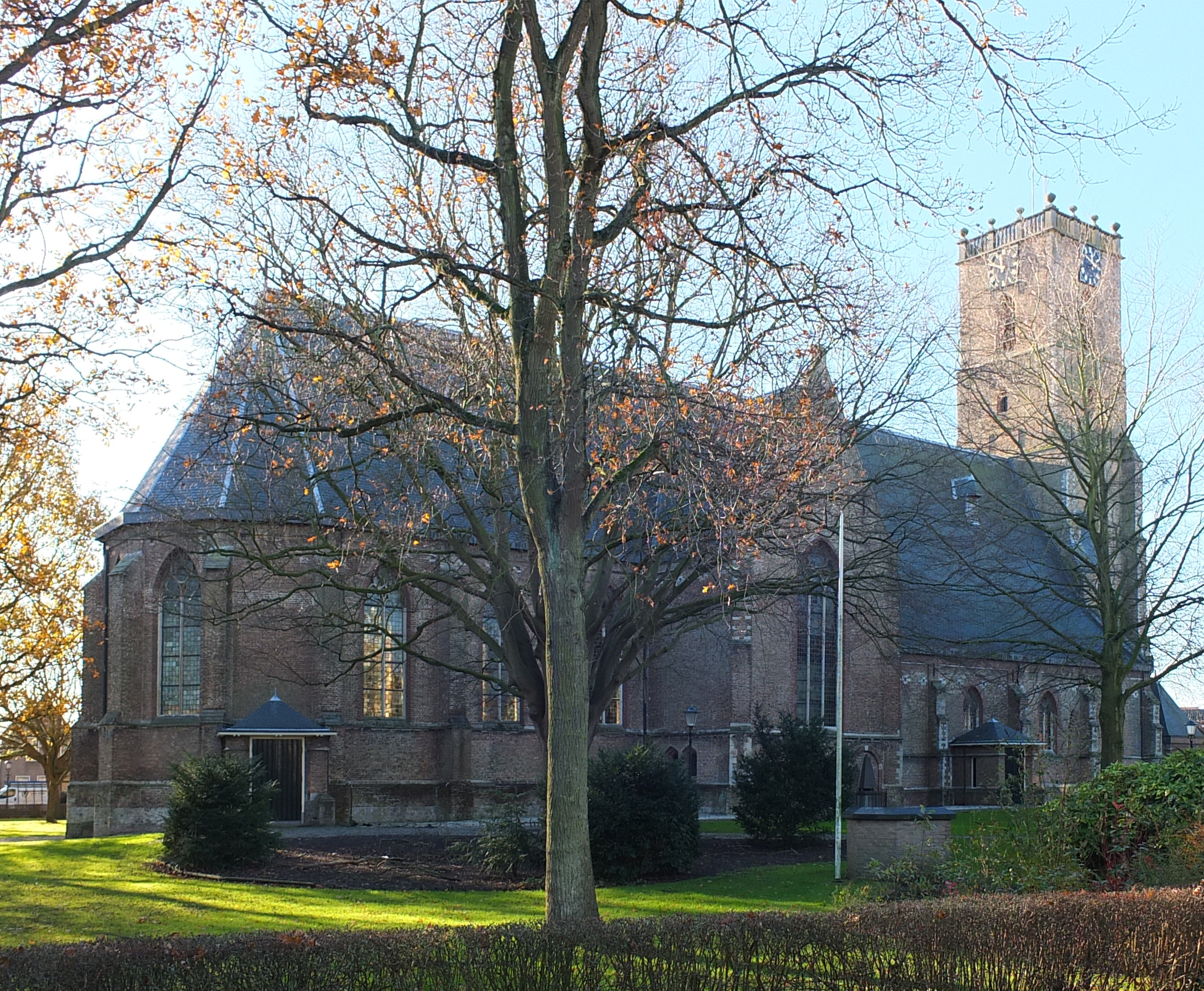
Grote Kerk

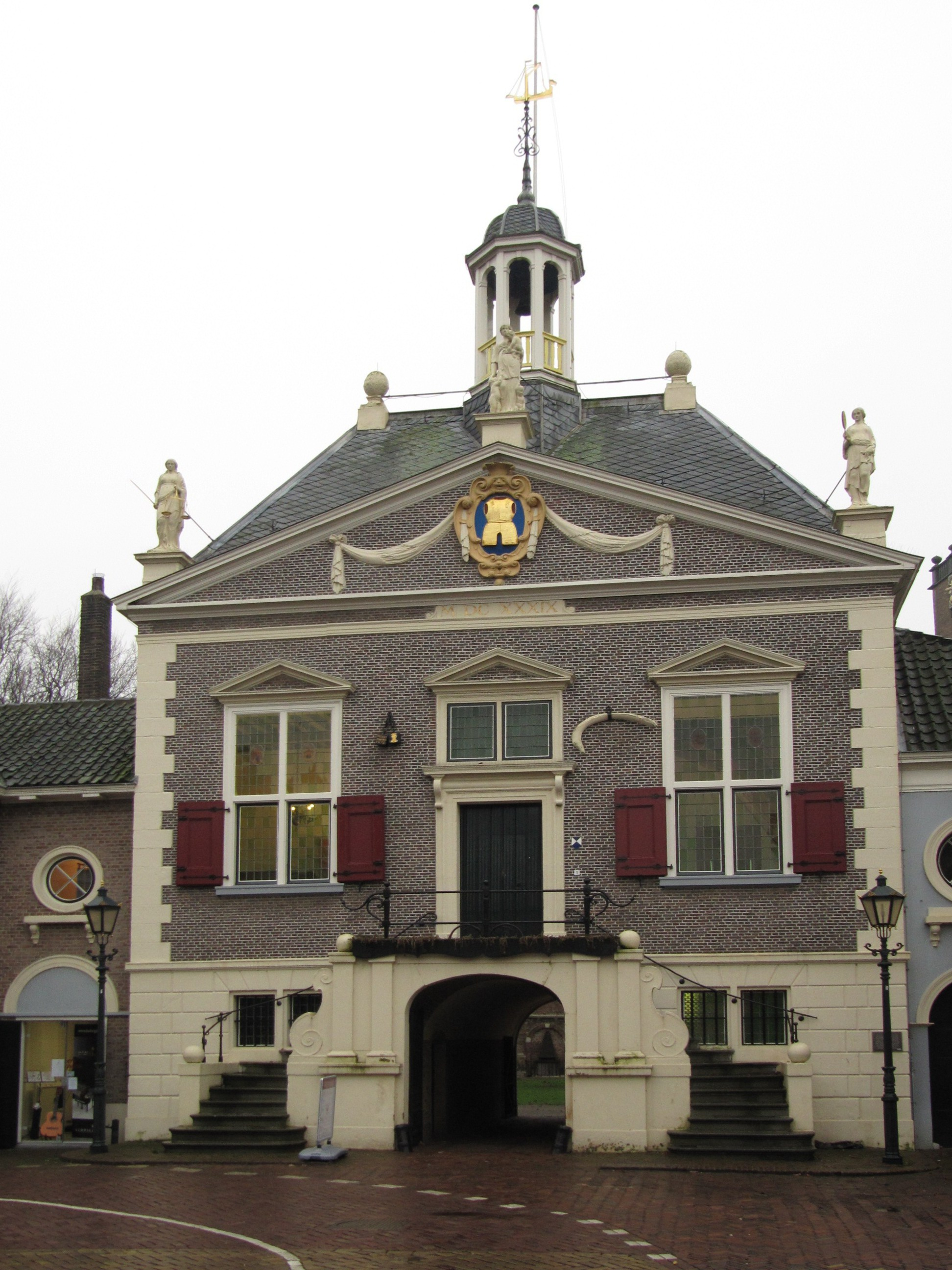
Raadhuis van Middelharnis

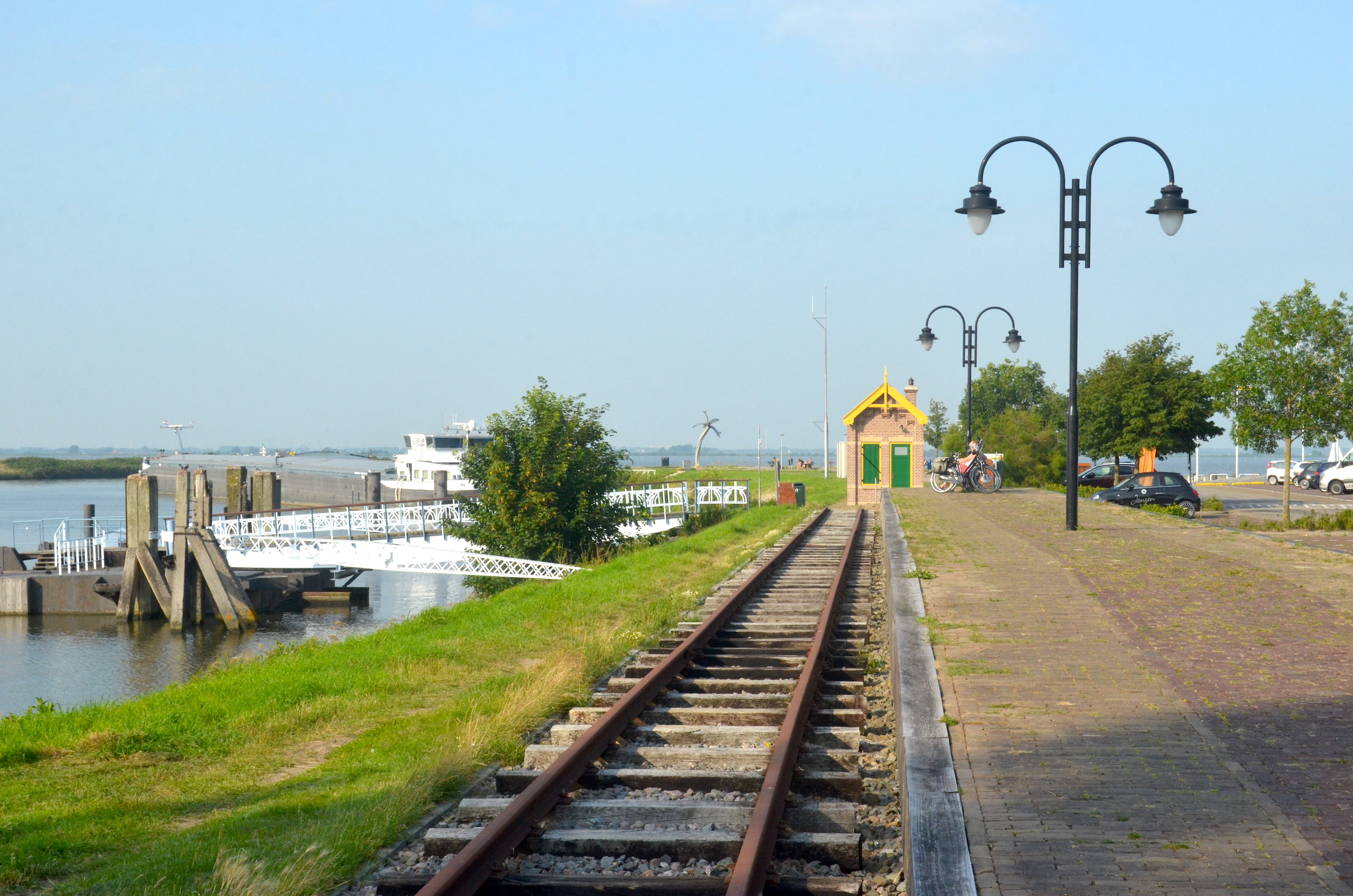
Te Middelharnis Haven is een perron met sporen herlegd als herinnering aan het vroegere RTM-trambedrijf van voor 1961; 21 juli 2021.

Middelharnis (uitspraakⓘ), in het plaatselijke dialect Menheerse genoemd, is een plaats in de gemeente Goeree-Overflakkee in de Nederlandse provincie Zuid-Holland. De plaats Middelharnis, met 7.720 inwoners per 1 januari 2023, vormt samen met Sommelsdijk (7.320 inwoners) een woonkern. Deze gezamenlijke kern heeft een centrumfunctie op het eiland Goeree-Overflakkee. Tot 31 december 2012 was de gemeente Middelharnis een zelfstandige gemeente bestaande uit de vier dorpen Middelharnis, Sommelsdijk, Nieuwe-Tonge en Stad aan 't Haringvliet. Op 1 januari 2013 ontstond de gemeente Goeree-Overflakkee uit de vier gemeenten Oostflakkee, Middelharnis, Dirksland en Goedereede.

## Etymologie
Middelharnis was het middelste deel van een schorrengebied dat bekendstond als 'Vier Hernissen'. De plaatsnaam is dus een samenstelling van 'middel' en 'hernis', dat kudde betekent, vergelijk 'herder', iemand die de kudde hoedt. De '-nis' kan hier een afleidingssuffix zijn vergelijkbaar in woorden als wildernis. Waar wildernis een gebied is dat bepaald wordt door de wilde natuur, is een hernis een gebied dat bepaald wordt door - of geschikt is voor - de kudde die er op graast: weiland door water doorsneden of uitkomend op een rivier.
Evenwel mogelijk is dat 'hernis' een samenstelling is van het eerder genoemde "herde", 'kudde' of 'hoeder van een kudde' en "nes", 'neus' of 'land uitstekend in water'. In het geval van Middelharnis zou het dan gaan om weiland in buitendijks schorrengebied. Oorspronkelijk zou het een gemene (d.w.z. niet private) weide betreffen, waar het vee graasde onder de hoede van daartoe aangestelde herders. Een vergelijkbaar gebruik van 'nes' in de betekenis van 'uitstekend land in water' is herkenbaar in de namen van het nabijgelegen Spijkenisse, Bruinisse, Renesse en Stavenisse.

## Geschiedenis
Het Oudeland van Middelharnis werd in 1465 ter bedijking uitgegeven tezamen met polder Het Oudeland van Sommelsdijk en de Polder Duivenwaard en vormt een dijkring. Opvallend is de samenwerking die daarmee gepaard ging. Het Oudeland van Middelharnis was eigendom van de Heren van Putten, Het Oudeland van Sommelsdijk was Zeeuws en Polder Duivenwaard behoorde toe aan de Heren van Grijsoord. Al snel werd begonnen met de bouw van kerk en toren in laatgotische stijl.
De kerk van Middelharnis is in zijn oorspronkelijk staat te zien op het schilderij Het laantje van Middelharnis van Meindert Hobbema. Meindert Lubbertszoon Hobbema (1638-1709) was een Nederlandse schilder van landschappen, die werd geboren in Amsterdam. Zijn bekendste werk is Het Laantje van Middelharnis (1689), dat tegenwoordig in de National Gallery in Londen hangt.
Het Raadhuis van Middelharnis, waarin in de periode 1992-2006 het Rien Poortvlietmuseum was gevestigd, is uit het jaar 1639 en is in Hollands Classicistische stijl gebouwd. In het fronton bevindt zich het wapen van Middelharnis. Op het gebouw bevinden zich drie beelden die symboliseren voorzichtigheid, liefde en gerechtigheid.
Op het torentje van het raadhuis ziet men een koperen gaffelscheepje. Dit symboliseert dat Middelharnis van origine een vissersplaats is. Tot het eind van de 19e eeuw voeren de beugsloepen uit naar de Noordzee. Daarna zochten de vissers werk in de groeiende Rotterdamse havens.
Middelharnis heeft drie molens gehad, maar niet een heeft de tand des tijds doorstaan.
Ook het tramstation is verdwenen. Daar stapten van 1909 tot 1957/1961 de reizigers, die met de veerboot het Haringvliet waren overgestoken, op de tram van de Rotterdamsche Tramweg Maatschappij naar Ouddorp, Ooltgensplaat of Middelharnis Haven.
Middelharnis is met Sommelsdijk een tweelingdorp.
Nieuwbouw vindt voornamelijk plaats ten noorden van Middelharnis en Sommelsdijk in de nieuwe wijk Westplaat. Deze wijk ligt deels in de Westplaatpolder en deels in de Everdinapolder. Eind jaren 90 is begonnen in het westelijk deel en van daaruit is de wijk oostwaarts uitgebreid.

## Politiek
| Zetelverdeling                  | Zetelverdeling | Zetelverdeling | Zetelverdeling | Zetelverdeling | Zetelverdeling | Zetelverdeling |
| Partij                          | 1990           | 1994           | 1998           | 2002           | 2006           | 2010           |
| ------------------------------- | -------------- | -------------- | -------------- | -------------- | -------------- | -------------- |
| Vooruitstrevend Dorpsbelang '78 | 2              | 2              | 2              | 2              | 3              | 4              |
| SGP                             | -              | -              | 4              | 4              | 3              | 4              |
| ChristenUnie                    | -              | -              | -              | 2              | 2              | 2              |
| PvdA                            | 3              | 3              | 3              | 2              | 3              | 2              |
| VVD                             | 1              | 2              | 2              | 2              | 2              | 2              |
| CDA                             | 3              | 2              | 2              | 2              | 2              | 2              |
| D66                             | -              | -              | -              | -              | -              | 1              |
| Algemeen Burgerbelang           | -              | -              | -              | 3              | 2              | -              |
| GroenLinks                      | -              | -              | -              | -              | -              | -              |
| Democratisch Platform Nederland | -              | -              | -              | -              | -              | -              |
| Lijst Hoogzand                  | 3              | 3              | 2              | -              | -              | -              |
| RPF                             | -              | -              | 2              | -              | -              | -              |
| SGP/RPF                         | 5              | 5              | -              | -              | -              | -              |
| Totaal                          | 17             | 17             | 17             | 17             | 17             | 17             |

## Joodse gemeenschap
In de tweede helft van de 18e eeuw vestigden zich Joden in verscheidende dorpen op Goeree en Overflakkee. Rond 1800 vormde zich een Joodse gemeente in Middelharnis en Sommelsdijk, die haar godsdienstoefeningen hield in verschillende panden in Sommelsdijk en Middelharnis. De wens een echte synagoge te hebben werd in 1842 werkelijkheid; er verrees een nieuw gebedshuis op de dijk tussen Middelharnis en Sommelsdijk, dat op 28 april van het genoemde jaar werd ingewijd door E.J. Löwestein, opperrabbijn te Rotterdam. De synagoge bood plaats aan 150 mensen. In de synagoge was een kleine afzondering gemaakt, waarin onderwijs werd gegeven. Deze voorziening voldeed echter niet en men ging op zoek naar financiële middelen om een eigen school te stichten. Nadat een perceel naast de synagoge verworven was en het benodigde bedrag door middel van een inzameling en subsidie was verkregen kon op 17 juli 1857 de eerste steen van de school gelegd worden.
In april 1892 werd het vijftigjarig bestaan van de synagoge feestelijk herdacht. Vijftig jaar later was er weinig reden voor feestelijkheden. Op 2 mei 1942 werd het dragen van de Jodenster verplicht en vanaf augustus 1942 werden de eerste Flakkeese Joden weggevoerd naar de vernietigingskampen. De grootste deportatie vond begin november van datzelfde jaar plaats. Met uitzondering van een handvol onderduikers werden alle Joodse inwoners weggevoerd en vermoord. Na de oorlog werden de synagoge en school verkocht. Enkele elementen van de joodse eredienst gingen naar de joodse gemeente te Rotterdam.
De joodse school werd afgebroken; de eerste steen van het gebouw is tentoongesteld in het Streekmuseum Goeree-Overflakkee, als onderdeel van een vaste collectie voorwerpen die herinneren aan de Joodse gemeenschap. De synagoge deed een tijd dienst als café en discotheek; tegenwoordig is er een kledingwinkel in gevestigd. Op 27 april 1995 werd door rabbijn Awraham Soetendorp een zwartmarmeren plaquette op de gevel van de voormalige synagoge onthuld, die het winkelend publiek herinnert aan de Joodse gemeenschap die tot de oorlogsjaren in Middelharnis heeft geleefd en op haar hoogtepunt ruim 150 leden telde. Inmiddels is de originele synagoge afgebroken en vervangen door een modern gebouw. De gedenksteen is op dezelfde plek herplaatst. Het enige wat op Goeree-Overflakkee verder nog herinnert aan de Joodse gemeenschap zijn drie Joodse begraafplaatsen te Goedereede, Dirksland en Middelharnis.
Het Parochet (voorhangsel) uit de synagoge is bewaard gebleven en gerestaureerd. Het is in gebruik bij de synagoge van Leiden.

## Cultuur
Na de Watersnood van 1953 schonken Australische Kerken aan Middelharnis een ontmoetingscentrum "het Diekhuus". Het kwam in beheer bij de toenmalige stichting voor Maatschappelijk Werk. Het Diekhuus heeft zich ontwikkeld als cultureel centrum en is tegenwoordig gevestigd in de voormalige lagere school onderaan "D'n Diek". In 2004 verscheen "Een huis voor iedereen" de geschiedenis van 50 jaren Diekhuuswerk. In het Diekhuus is onder andere het kleinste filmhuis van Nederland gevestigd "Filmhuis Middelharnis". In 2006 vierde het zijn dertigjarig bestaan. Op het voormalige schoolplein werden muziektheatervoorstellingen gemaakt: "Meekrap" (2001 en 2002) en "Mare, als de zee spreekt." (2004). Ook de eilandelijke culturele stichting Podium Goeree-Overflakkee is in het Diekhuus gevestigd, zij onderhoudt onder andere het eilandelijke digitale cultuurplein met informatie over de regionale culturele agenda en in de regio gevestigde cultuuraanbieders.
In oktober 2010 kreeg Middelharnis de beschikking over een jongerencentrum. De grondslag van het Jongerenactiviteitencentrum (JAC) werd in 1983 door het Diekhuuswerk gelegd met het jongerencentrum Jailhouse dat nu als PopPodium gebruikmaakt van het JAC en onder andere organisator is van het popfestival Flakkeese Dagen. Middelharnis kent een groot aantal kerken, onder meer een gereformeerde gemeente (638 leden), een hersteld hervormde kerk (1006 leden) en een christelijk gereformeerde kerk (649 leden). Jehova's getuigen komen bijeen in de koninkrijkszaal.

## Het centrum
Middelharnis heeft een oud centrum met een naar verhouding groot winkelaanbod. Aan de haven bevinden zich cafés en restaurants. Rond de monumentale kerk bevinden zich smalle, pittoreske straatjes. Aan de Raadhuisstraat bevindt zich het oude raadhuis uit 1639 in Hollands classicistische stijl.

## Monumenten
Een deel van Middelharnis is een beschermd dorpsgezicht. Verder zijn er in de plaats tientallen rijksmonumenten, zie:
- Lijst van rijksmonumenten in Middelharnis

## Havens
Direct aan het Haringvliet is de Tramhaven, geschikt voor vaartuigen CEMT-klasse I. Via de sluis (die normaal openstaat) kan het Havenkanaal bevaren worden door CEMT-klasse I schepen. Bij Middelharnis is de verenigingshaven van Watersportvereniging Flacquee.

## Sport
De gemeente concentreert de sportvelden op het sportcomplex in de Van Pallandpolder.
In Middelharnis speelt de voetbal- en atletiekvereniging Flakkee. Flakkee speelde in 1956/1957 en in 1958/1959 mee in de KNVB Beker voor profclubs. Flakkee werd beide keren in de eerste ronde verslagen, door Hermes DVS (1-4) en Xerxes (0-1).
In 2001 is zaterdag voetbalvereniging De Jonge Spartaan opgericht. Met ongeveer 700 leden is dit de grootste voetbalvereniging van het eiland Goeree-Overflakkee.
In 2012 is Hockey Club Goeree Overflakkee heropgericht, deze nieuwe hockeyvereniging is gevestigd in Middelharnis maar is gericht op de gehele gemeente Goeree-Overflakkee.
In 1989 is de bowling vereniging de Staver opgericht.

## Geboren in Middelharnis
- Jan van Os (1744-1808), kunstschilder
- Martinus Nieuwenhuyzen (1759-1793), medicus en schrijver
- Louis Bouwmeester (1842-1925), acteur
- Pieter Frederik van Slijpe (1856–1942), burgemeester
- Aart Alblas (1918–1944), Engelandvaarder
- Rien Vroegindeweij (1944), dichter
- Piet Zoon (1949), politicus
- Lydia Vroegindeweij (1960), theoloog en musicoloog
- Ron van der Spoel (1968), theoloog en raadslid